# Олінське сільське поселення
О́лінське сільське поселення (рос. Олинское сельское поселение) — сільське поселення у складі Нерчинського району Забайкальського краю Росії.
Адміністративний центр — село Олінськ.

## Населення
Населення сільського поселення становить 1025 осіб (2019; 1185 у 2010, 1272 у 2002).

## Склад
До складу сільського поселення входять:
| Населений пункт   | Населення, осіб (2002) | Населення, осіб (2010) |
| ----------------- | ---------------------- | ---------------------- |
| Великий Луг, село | 57                     | 72                     |
| Круп'янка, село   | 172                    | 172                    |
| Олінськ, село     | 1043                   | 941                    |